# Abaco zuzzurellone
Abaco zuzzurellone è un gioco di parole in lingua italiana.

## Preparazione
All'inizio del gioco si sceglie un giocatore (chiamato "organizzatore"), che deve pensare una parola della lingua italiana compresa tra "abaco" e "zuzzurellone" (cioè quasi tutte).

## Giocata
A turno, gli altri giocatori devono cercare di indovinare la parola segreta, procedendo così: il primo giocatore (l'ordine può essere scelto nel modo che si preferisce) dice una parola compresa tra i due estremi; al che l'organizzatore dovrà indicargli se la parola segreta è, nell'ordine alfabetico, precedente o successiva alla parola scelta; dopo di che sta al secondo giocatore scegliere una parola compresa fra i nuovi estremi, e così via fino a che la parola non viene indovinata.
ES: la parola segreta è "salve".
Organizzatore: la parola è compresa tra "Abaco" e "Zuzzurellone".
1º Giocatore: "Mare"
O: la parola è compresa tra "Mare" e "Zuzzurellone"
2º G: "Topo"
O: la parola è compresa tra "Mare" e "Topo"
...
Il gioco prosegue fino a che uno dei giocatori non indovina la parola.

## Vittoria
Il giocatore che indovina la parola vince la mano e diventa il nuovo organizzatore. Non c'è limite al numero delle mani.

## Varianti
Una variante prevede la vittoria dell'organizzatore se la parola non viene indovinata entro un certo numero di tentativi.